# Marini De Livera
Marini De Livera é uma advogada e activista social do Sri Lanka que também actuou como ex-presidente da Autoridade Nacional de Protecção à Criança (NCPA) no Sri Lanka. Em 2019, ela recebeu o Prémio Internacional às Mulheres de Corag do Departamento de Estado dos Estados Unidos.

## Carreira
Marini De Livera possui um diploma de pós-graduação em direitos humanos e também é graduada em Discurso e Drama no Trinity College, em Londres. Ela também é creditada pelos seus serviços sociais cruciais no Sri Lanka, especialmente conhecida por ajudar mulheres e crianças vítimas que são afectadas devido a actividades criminosas e também teve uma breve passagem como treinadora de Direitos Humanos para o Exército do Sri Lanka.
Em abril de 2017, ela foi nomeada como a nova presidente da Autoridade Nacional de Protecção à Criança pelo presidente do Sri Lanka, Maithripala Sirisena, substituindo Natasha Balendran, que renunciou ao cargo por motivos pessoais.
Ela recebeu o Prémio Internacional às Mulheres de Corag. Prémio Internacional às Mulheres de Coragem no dia 8 de março de 2019 (um prémio que é concedido às mulheres pelas suas realizações notáveis que muitas vezes passam despercebidas no Dia Internacional da Mulher) pelo Estado dos EUA pelas suas contribuições cruciais para elevar os padrões das mulheres no Sri Lanka ao ser indicada como uma das 10 vencedoras do prémio.
 